# New Inn
New Inn är en community i Storbritannien.   Den ligger i kommunen Torfaen och riksdelen Wales, i den södra delen av landet, 200 km väster om huvudstaden London.
Den centrala delen av New Inn är en del av tätorten Pontypool.